# Хельмштедт (район)
Хельмштедт (нем. Helmstedt) — район в Германии. Центр района — город Хельмштедт. Район входит в землю Нижняя Саксония. Занимает площадь 674 км². Население — 93,3 тыс. чел. (2010). Плотность населения — 139 человек/км².
Официальный код района — 03 1 54.
Район подразделяется на 26 общин.

## Города и общины
1. Хельмштедт (24 041)
2. Кёнигслуттер (15 817)
3. Шёнинген (12 145)
4. Лере (11 539)
5. Бюдденштедт (2833)

### Управление Граслебен
1. Граслебен (2453)
2. Мариенталь (1022)
3. Реннау (713)
4. Кверенхорст (538)

### Управление Хезеберг
1. Йерксхайм (1177)
2. Твифлинген (733)
3. Гефенслебен (700)
4. Зёллинген (653)
5. Байерштедт (422)
6. Ингелебен (419)

### Управление Норд-Эльм
1. Зюплинген (1707)
2. Вольсдорф (1045)
3. Варберг (873)
4. Фрельштедт (835)
5. Ребке (700)
6. Зюплингенбург (671)

### Управление Фельпке
1. Фельпке (4606)
2. Грос-Твюльпштедт (2600)
3. Дандорф (2108)
4. Бардорф (2000)
5. Графхорст (988)

(30 июня 2010)